# Stanków
Stanków – osada w Polsce położona w województwie dolnośląskim, w powiecie oławskim, w gminie Jelcz-Laskowice.
W latach 1975–1998 miejscowość administracyjnie należała do ówczesnego województwa wrocławskiego.